# AGM-158 Joint Air-to-Surface Standoff Missile
AGM-158 Joint Air-to-Surface Standoff Missile (JASSM) – amerykański taktyczny lotniczy pocisk manewrujący o obniżonej wykrywalności, służący do zwalczania celów punktowych spoza zasięgu obrony przeciwlotniczej przeciwnika.

## Historia
Program JASSM rozpoczął się w roku 1995 po anulowaniu zbyt kosztownego programu budowy AGM-137 TSSAM (Tri Service Standoff Missile). Kontrakt na opracowanie wstępnych projektów przyznano przedsiębiorstwom Lockheed Martin (AGM-158) i McDonnell Douglas (AGM-159). W czerwcu 1996 roku obaj producenci otrzymali kontrakt na budowę makiety pocisku i prace projektowe. W 1998 roku wybrano projekt oferowany przez Lockheeda. Pierwsze próby pocisku w locie odbyły się w 1999 roku. Początkowo wykonywano loty beznapędowe, pocisk był zrzucany z pokładu samolotu F-16 lecącego na wysokości około 3000 m. Wykorzystując swój autonomiczny układ sterowania i siłę nośną skrzydeł i kadłuba, pocisk wykonywał kilka manewrów w locie. W listopadzie tego samego roku pocisk wykonał samodzielny lot z użyciem własnego napędu, ale w trybie niesterowanym. 19 stycznia 2001 roku pocisk wykonał pierwszy lot o pełnym bojowym profilu, symulującym atak. AGM-158 został zrzucony z samolotu F-16 i spadł na cel znajdujący się na poligonie White Sands Missile Range. Kolejnych odpaleń dokonano 26 kwietnia i 31 maja 2001 roku. Podczas próby z 3 maja pocisk uderzył w specjalnie do tego celu zbudowany bunkier, próba miała na celu sprawdzenie penetracyjnych możliwości głowicy bojowej. 24 sierpnia tego samego roku po raz pierwszy dokonano odpalenia pocisku z samolotu Boeing F/A-18E/F Super Hornet należącego do United States Navy. Maszyna wystartowała z pokładu lotniskowca. 20 listopada 2001 roku sprawdzono profil lotu wykorzystujący maksymalne możliwości pocisku. 15 grudnia 2001 roku przeprowadzono szóstą próbę a cztery dni później, 19 grudnia, Departament Obrony Stanów Zjednoczonych podpisał z Lockheedem umowę o rozpoczęciu produkcji małoseryjnej. Faza prób operacyjnych pocisku rozpoczęła się w 2002 roku. Przeprowadzono je 4 kwietnia, 18 lipca i 13 września. Podczas prób pojawiły się usterki pocisku związane z nieprawidłową pracą sterów, wnikaniem wody do wnętrza, nieprawidłowym pokryciem pocisku zwiększającym jego sygnaturę radarową i brakiem odpowiednich wyświetlaczy w F-16 uniemożliwiającym współpracę pomiędzy pociskiem a jego nosicielem. Po rozwiązaniu problemów AGM-158 został dopuszczony do użycia w październiku 2003 roku. 
Pocisk jest przenoszony przez szeroką gamę samolotów US Air Force i US Navy: F-15E, F-16, F/A-18, B-1B, B-2 oraz B-52 a w przyszłości również Lockheed Martin F-35 Lightning II.

### AGM-158B JASSM ER

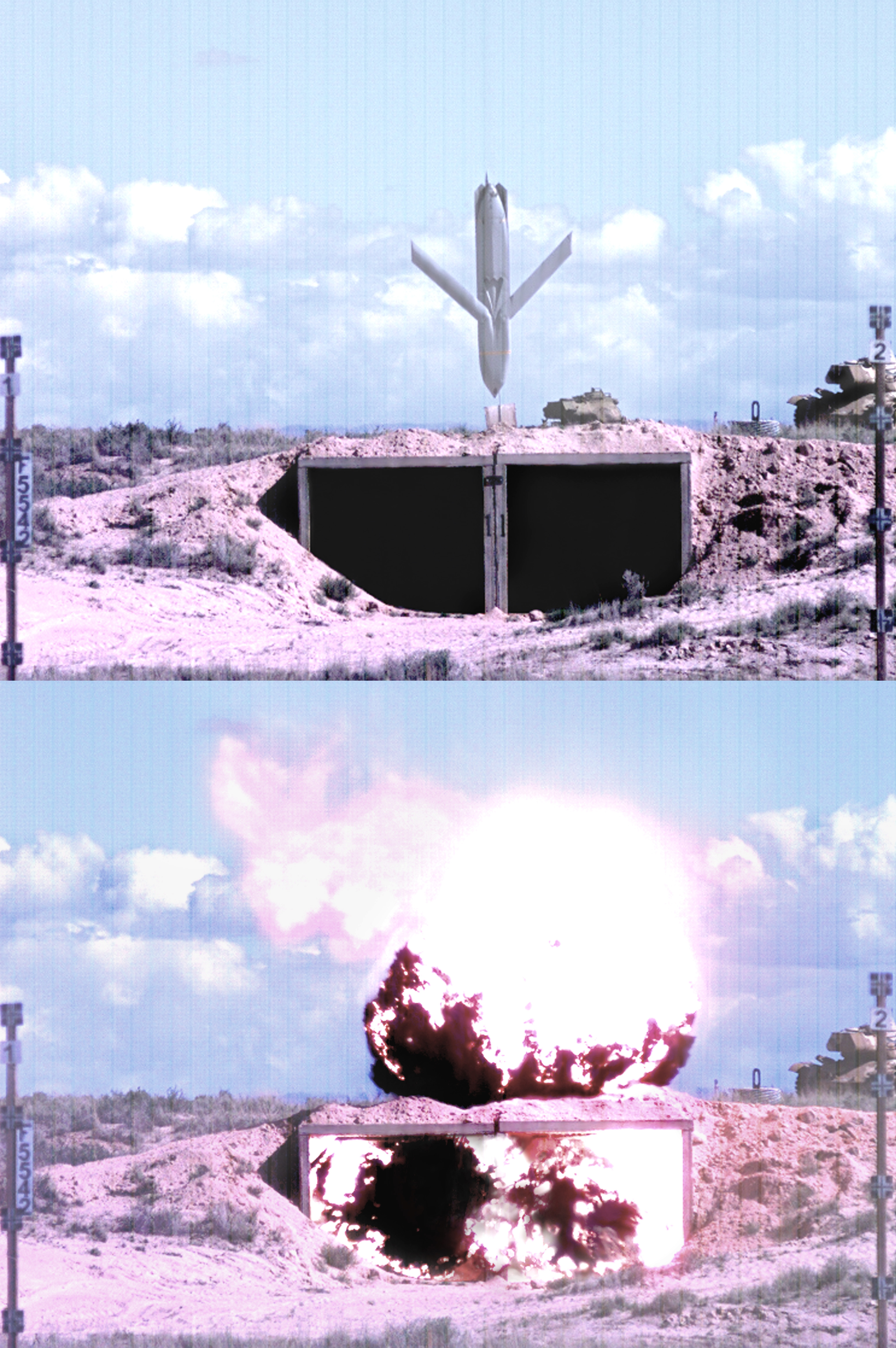
Sekwencja uderzenia AGM-158 w cel

W 2002 roku rozpoczęto również pracę nad pociskiem o zwiększonym do 1000 km zasięgu, oznaczonym jako AGM-158B JASSM ER (Extended Range). Konstrukcyjnie obydwa pociski nie różnią się w dużym stopniu od siebie. Systemy elektroniczne wersji JASSM ER i JASSM w 95% są dokładnie takie same, a sama konstrukcja obydwu pocisków w 70% jest tożsama. Zasadnicza różnica polega na wygospodarowaniu w wersji JASSM ER większej ilości miejsca na paliwo oraz zastosowaniu oszczędniejszej jednostki napędowej, turbowentylatorowego silnika Wiliams International F107-WR-105. 18 maja 2006 roku doszło do pierwszego odpalenia pocisku w powietrzu. Nosicielem był bombowiec B-1, a próba miała miejsce nad poligonem wojskowym White Sands w Nowym Meksyku. W styczniu 2011 roku zatwierdzono produkcję wstępnej, małej serii (Low Rate Initial Production - LRIP). W następnej kolejności przeprowadzono 11 testów pocisku, z których dziesięć zakończyło się pomyślnie. W lipcu 2012 roku uruchomiono produkcję w ramach LRIP. Pierwsza seria trzydziestu pocisków JASSM-ER  została sfinansowana w ramach funduszy przeznaczonych na wyprodukowanie dziesiątej transzy, 191 pocisków JASSM.  Wstępne testy operacyjne (Initial Operational Test and Evaluation – IOT&E) zostały zakończone w listopadzie 2012 roku. Za ich przeprowadzenie odpowiedzialny był Dywizjon Testowy 337th TES (Test and Evaluation Squadron). W ramach jego działań przeprowadzono 21  odpaleń z pokładu B-1B z czego dwadzieścia zakończyło się sukcesem. W maju 2013 roku opublikowano oficjalny raport IOT&E. Amerykańskie siły powietrzne wstępnie zakwalifikowały wersję JASSM-ER do przenoszenia przez samoloty B-1B, chociaż jego nosicielami mogą być wszystkie maszyny, zdolne do przenoszenia wersji bazowej JASSM. W maju 2013 roku US Air Force ograniczyło swoje zamówienie na wersję JASSM powiększając zarazem zamówienie na JASSM-ER. Po realizacji kontraktu na JASSM, kupowane mają być już tylko pociski JASSM-ER.
Pierwsze wykorzystanie bojowe pocisków JASSM-ER nastąpiło podczas uderzenia na Syrię 14 kwietnia 2018 roku; z dwóch samolotów B-1B Lancer odpalono w sumie dziewiętnaście pocisków.

### AGM-158B-2
W marcu 2016 roku Lockheed Martin rozpoczął analizę ulepszonej konstrukcji skrzydła, aby jeszcze bardziej zwiększyć zasięg lotu. We wrześniu 2018 roku firma otrzymała kontrakt na rozwój wersji AGM-158 Extreme Range. Broń ważyła około 2300 kg i przenosiła głowicę ważącą 910 kg na odległość do 1900 km (1000 mil morskich). Pierwotnie pocisk nazywał się JASSM-XR, a później przydzielono mu oznaczenie AGM-158D. Jest wyposażony w nową jednostkę sterującą rakietą, zmiany w konstrukcji skrzydła, inne pokrycie, chroniony odbiornik GPS i inne. Produkcja małych serii rozpoczęła się w 2021 roku w ramach Lot 19, a rozpoczęcie dostaw nastąpiło w styczniu 2024 roku w tempie pięciu pocisków miesięcznie. Później oznaczenie rakiety zostało ponownie zmienione na AGM-158B-2.

### AGM-158C LRASM

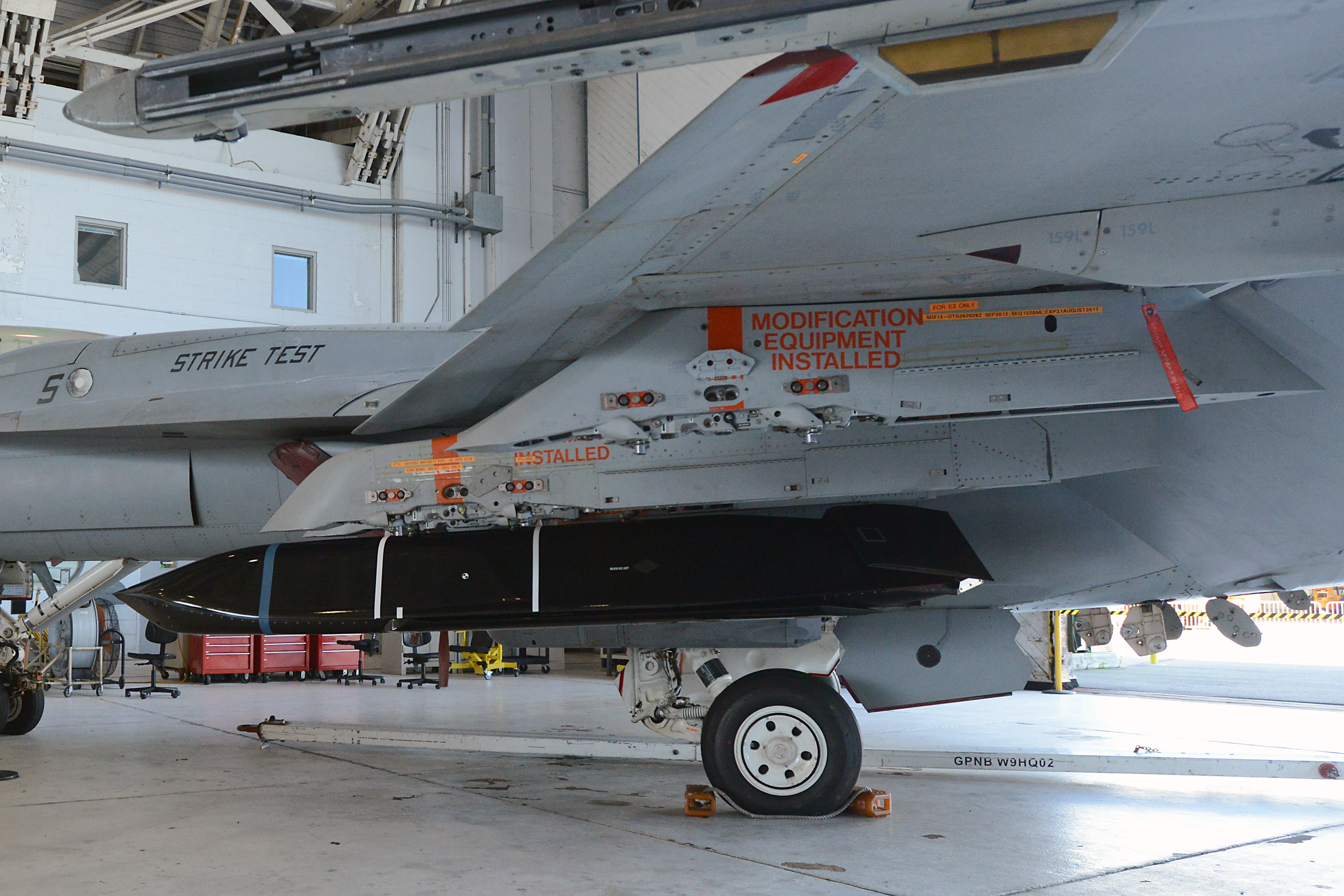
LRASM podwieszony pod skrzydłem F/A-18

W 2009 roku US Navy wraz z DARPA rozpoczęły program badawczy mający na celu opracowanie nowego przeciwokrętowego pocisku dalekiego zasięgu.  Od nowej konstrukcji oczekiwano w pełni autonomicznego działania oraz systemu naprowadzania odpornego na zakłócenia. Program był o tyle istotny, iż Rosja, Indie, Chiny i Iran rozwijały własne programy nowych, zmierzających do celu z naddźwiękową prędkością  pocisków przeciwokrętowych. Tymczasem US Navy, po wycofaniu w latach 90. ubiegłego wieku manewrujących R/UGM-109B TASM pozostała z wiekowymi AGM-84 Harpoon, których zdolności modernizacyjne również uległy wyczerpaniu. Nowy, amerykański pocisk przeciwokrętowy otrzymał oznaczenie LRASM i konstrukcyjnie miał być oparty na wersji JASSM-ER. Wstępne plany obejmowały budowę dwóch wersji. Pierwsza z nich, oznaczona jako LRASM-A miała być poddźwiękowym, trudno wykrywalnym i napędzanym silnikiem turbowentylatorowym pociskiem manewrującym, zbliżonym konstrukcyjnie do wersji JASSM-ER. Drugi z pocisków, oznaczony jako LRASM-B miał dysponować możliwością naddźwiękowego lotu dzięki użyciu silnika strumieniowego. LRASM-B miał być wystrzeliwany z pokładów okrętów. Z powodów finansowych, w styczniu 2012 roku podjęto decyzje o rezygnacji z rozwijania wersji naddźwiękowej i skupieniu się tylko na wersji  LRASM-A, która otrzymała oznaczenie LRSAM. Producentem pocisku miała być korporacja Lockheed Martin. Awionikę pocisku opracowała i wybudowała firma BAE Systems. W porównaniu do wersji JASSM-ER, z powodu dużo bardziej rozbudowanych systemów pokładowych, a tym samym ograniczeniu miejsca przeznaczonego na paliwo, LRASM dysponuje mniejszym zasięgiem rzędu 370 – 400 km. LRASM jest zdolny do przeprowadzenia w pełni autonomicznego ataku. Samodzielnie może wyszukiwać i rozpoznawać cele znajdujące się wśród innych, neutralnych lub przyjaznych jednostek. BAE Systems zaprojektowała wielomodułowy system naprowadzania. Składa się on z odpornego na zakłócenia systemu GPS, system naprowadzania inercyjnego, termowizyjny czujnik elektrooptyczny umożliwiający rozpoznanie celu lub terenu, dwuzakresowe łącze przesyłu danych oraz pasywne czujniki wsparcia elektronicznego. Pocisk może zbierać potrzebne dane dzięki użyciu własnych systemów jak również poprzez łącze przesyłu danych z zewnętrznych źródeł. Dzięki termowizyjnemu czujnikowi elektrooptycznemu, pocisk ostatecznie weryfikuje cel ale również wybiera miejsce uderzenia, burta, nadbudówki. LRASM przystosowany jest do wystrzeliwania z pionowych wyrzutni Mk 41 VLS (Vertical Launch System). 3 czerwca 2013 roku przeprowadzono udaną próbę przebicia się pocisku przed jednorazową osłonę jaką zakryte są pociski znajdujące się w wyrzutni. 17 września tego samego roku na poligonie rakietowym White Sands przeprowadzono udaną próbę wystrzelenia pocisku z symulatora wyrzutni Mk 41. LRASM biorący udział w próbie wyposażono w silnik rakietowy Mk 114. Identyczne silniki posiadają wystrzeliwane z tego samego typu wyrzutni, przeznaczone do zwalczania okrętów podwodnych rakiety RUM-139 VL-ASROC. Próba zakończyła się sukcesem. W 2013 roku Dywizjon Testowy 337th TES przeprowadził próby z wystrzeleniem pocisków LRSAM z pokładu bombowców B-1B. 27 sierpnia 2013 roku przeprowadzono pierwszą z prób. B-1B wystrzelił pocisk, który eskortowany przez towarzyszący mu samolot F-18 z dywizjonu VX-31 miał za zadanie uderzyć w cel imitujący okręt wojenny. Właściwy cel znajdował się na wodach poligonu morskiego Point Mugu u wybrzeży Kalifornii w towarzystwie innych dwóch statków. Lot pocisku odbywał się po zaprogramowanym wcześniej kursie. LRSAM samodzielnie zlokalizował wszystkie trzy statki za pomocą czujnika termowizyjnego i identyfikacji i klasyfikacji ich emisji radiowych prawidłowo wybrał cel, jeden ze statków imitujących okręt wojenny. Wykorzystując dane zbierane za pomocą czujników elektrooptycznych zaatakował cel uderzając w jego nadbudówkę, którą imitowały ustawione jeden na drugim kontenery. 21 listopada tego samego roku test został powtórzony. Tym razem kurs pocisku był korygowany podczas lotu. W pobliżu celu pocisk przeszedł  w tryb autonomiczny, samodzielnie zlokalizował cel, zidentyfikował go i skutecznie poraził. LRASM nie jest jedynie pociskiem przeciwokrętowym, może również skutecznie razić cele lądowe. Może być przenoszony przez okręty US Navy oraz samoloty typu B-1B oraz F-35 i F-18. 21 kwietnia 2021 roku US Naval Air Systems Command podpisał z Boeingiem kontrakt, na mocy którego firma ma dokonać integracji samolotu z pociskiem AGM-158C LRASM. Dzięki wejściu na uzbrojenie samolotu pocisków AGM-158C, poszerzone zostaną jego możliwości zwalczania nieprzyjacielskich jednostek nawodnych.
3 kwietnia 2024 roku US Navy przeprowadziła pierwszy test jednoczesnego ataku na cel morski przy użyciu czterech wyposażonych w układy AI pocisków AGM-158C LRASM, które korzystając z wbudowanych w nie układów sztucznej inteligencji koordynowały atak między sobą, celem przełamania strefy antydostepowej (A2/AD) i uniknięcia ataku kilku pocisków na ten sam cel.

### AGM-158D
Pocisk wersji AGM-158D ma mieć możliwość aktualizacji danych o celu w trakcie lotu, wiążącą się także z możliwością zwalczania celów ruchomych. Według planów, ma wejść na uzbrojenie w listopadzie 2026 roku.

## Użytkownicy

### Australia

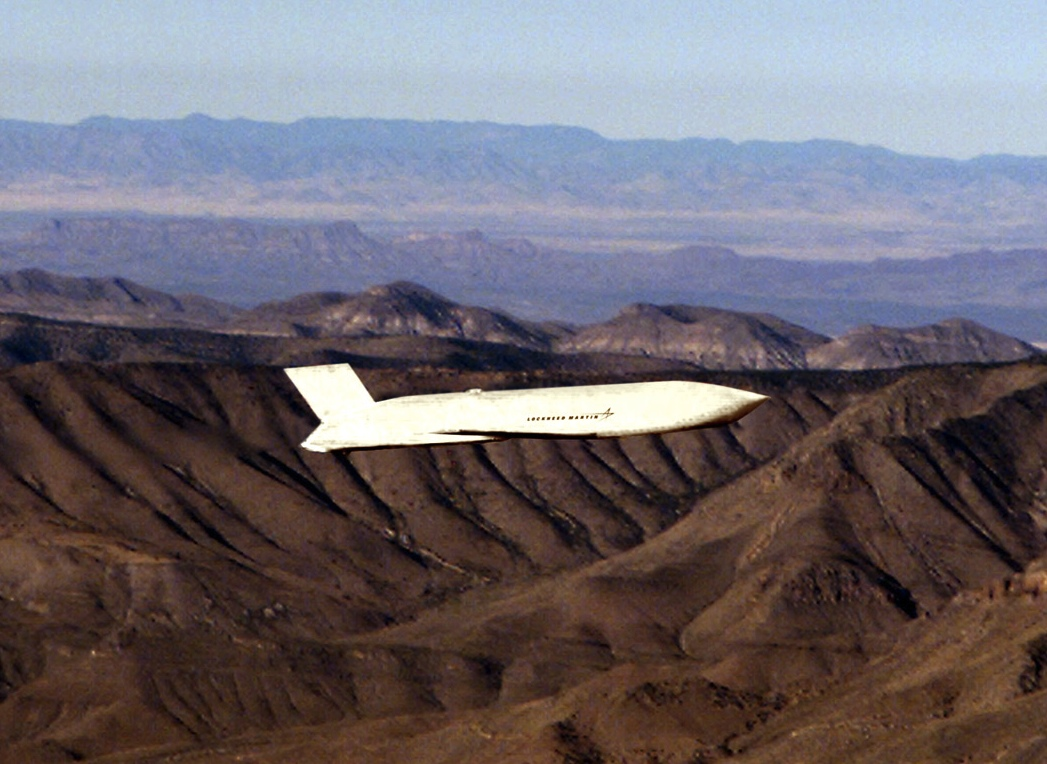
AGM-158 w locie

Pierwszy zagranicznym użytkownikiem pocisków AGM-158 została Australia. Zamiar pozyskania tego typu rakiet wyrażono już w połowie pierwszej dekady XXI wieku. Do rywalizacji o australijski kontrakt AIR 5418 Follow-on Standoff Weapon (FOSOW) stanęły pociski Taurus KEPD 350, AGM-84H/K SLAM-ER oraz AGM-158. W marcu 2005 roku zwycięzcą rywalizacji ogłoszona produkt Lockheed Martina. Rok później, we wrześniu 2006 roku podpisano kontrakt z producentem na dostawę 260 pocisków AGM-158A, ich integrację z maszynami F/A-18A/B oraz wsparcie techniczne. Proces integracji pocisków z australijskimi Hornetami nie należał do łatwych. Maszyny nie reprezentowały najnowszych standardów wyposażenia. Dopiero w lutym 2011 roku samoloty uzyskały certyfikat integracji z JASSM, a pod koniec tego samego roku ogłoszono osiągnięcie wstępnej zdolności operacyjnej. 28 maja 2014 roku, australijski resort obrony upublicznił informację o osiągnięciu finalnej zdolności operacyjnej.

### Finlandia
Swoje zainteresowanie nabyciem pocisku wyraziły również siły powietrzne Finlandii. Starania o pozyskanie AGM-158 Finlandia rozpoczęła w 2006 roku jednak wówczas rząd USA nie wyraził zgody na sprzedaż pocisków nie chcąc zadrażniać stosunków z Rosją. Konsekwencja w dążeniu Finów doprowadziła jednak do wydania zgody na sprzedaż pocisków w październiku 2011 roku. 2 marca 2012 roku zakup został zaaprobowany przez rząd Finlandii, tym samym, za sumę około 180 milionów Euro, Finlandia pozyska do końca 2016 roku około 70 pocisków, które trafią na uzbrojenie fińskich Hornetów. Zakup pocisków jest częścią szerszego planu modernizacji fińskich samolotów F-18 przyjętego w 2004 roku, którego celem jest wydłużenie resursu maszyn, wymianie awioniki, sensorów i integracji z Hornetami nowego uzbrojenia. Pierwsze pociski mają trafić do Finlandii na przełomie 2015 i 2016 roku.

### Polska
Starania o zakup tych pocisków prowadziła również Polska. Pierwsze doniesienia o tym, iż Polska zainteresowana jest pozyskaniem pocisków, Ministerstwo Obrony Narodowej ujawniło pod koniec 2012 roku. Zgodę na sprzedaż musiał wyrazić Kongres Stanów Zjednoczonych oraz Departament Obrony. 17 września 2014 roku Kongres został oficjalnie poinformowany przez Defence Security Cooperation Agency (DSCA) o planowanej sprzedaży. Dwa dni później, 19 września, DSCA poinformowała o zgodzie udzielonej przez Departament Stanu, a 2 października tego samego roku Departament Obrony poinformował o pełnej akceptacji dla przeprowadzenia transakcji. Umowa została ostatecznie podpisana 11 grudnia 2014 roku przez Szefa Inspektoratu Uzbrojenia, gen. Sławomira Szczepaniaka. W ramach kontraktu Polska nabędzie 40 pocisków AGM-158A JASSM, dwa szkolne pociski AGM-158A oraz kolejne dwa pociski, które posłużą do przeprowadzenia prób certyfikacyjnych. Obok samych pocisków, producent, koncern Lockheed Martin dostarczy również zasobniki transportowe, części zamienne, niezbędne podczas eksploatacji pocisków wyposażenie oraz dokumentację techniczną i niezbędne oprogramowanie, które posłuży do integracji pocisków z polskimi F-16. Koszt zakupu to ok. 250 mln dolarów.
28 listopada 2016 agencja DSCA wydała komunikat informujący o wyrażeniu przez amerykański Departament Stanu zgody na sprzedaż Polsce 70 pocisków manewrujących AGM-158B JASSM-ER, w trybie FMS, za maksymalną kwotę 200 mln dolarów. W ramach potencjalnej transakcji Polska zakupi także: 6 pocisków testowych, 2 pociski szkolne, 2 makiety, 2 systemy symulacji pocisków, oprogramowanie integrujące pociski z myśliwcami F-16, pakiet wsparcia technicznego (dokumentacja techniczna i części zamienne) i logistycznego (pojemniki transportowe), wyposażenie do testów oraz szkolenie personelu.
12 marca 2024 Polska otrzymała zgodę na zakup 821 pocisków AGM-158B-2. Pociski w tej wersji mają głowicę o masie ponad 900 kg i zasięg szacowany na 1900 km.

## Pozostałe kraje
Do krajów użytkujących AGM-158 dołączyły Niemcy, Grecja, Japonia, Holandia, Rumunia oraz prawdopodobnie Belgia.